# Холокост в Чериковском районе
Холокост в Че́риковском районе — систематическое преследование и уничтожение евреев на территории Чериковского района Могилёвской области оккупационными властями нацистской Германии и коллаборационистами в 1941—1944 годах во время Второй мировой войны, в рамках политики «Окончательного решения еврейского вопроса» — составная часть Холокоста в Белоруссии и Катастрофы европейского еврейства.

## Геноцид евреев в районе

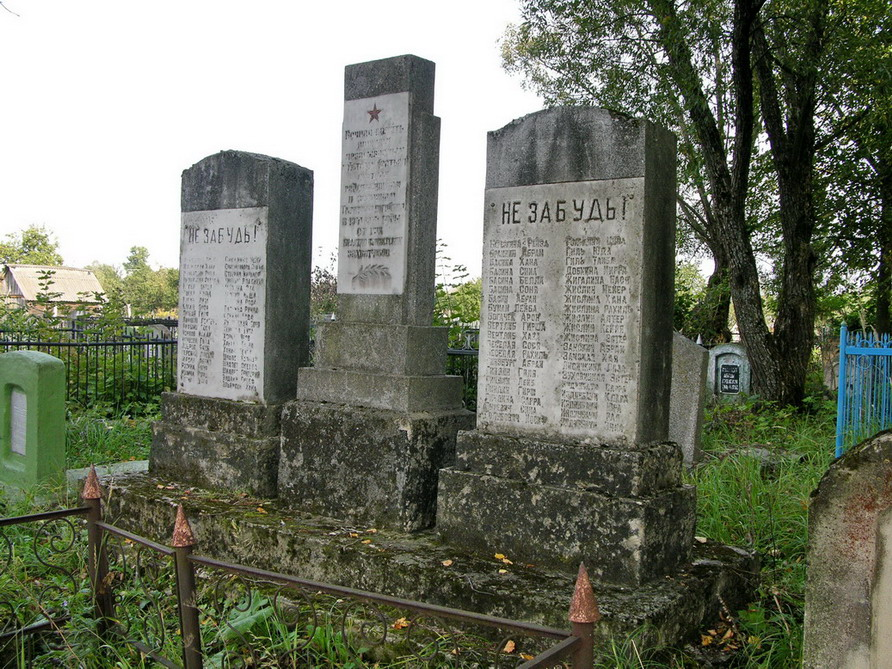
Памятник на еврейском кладбище Черикова на месте перезахоронения евреев

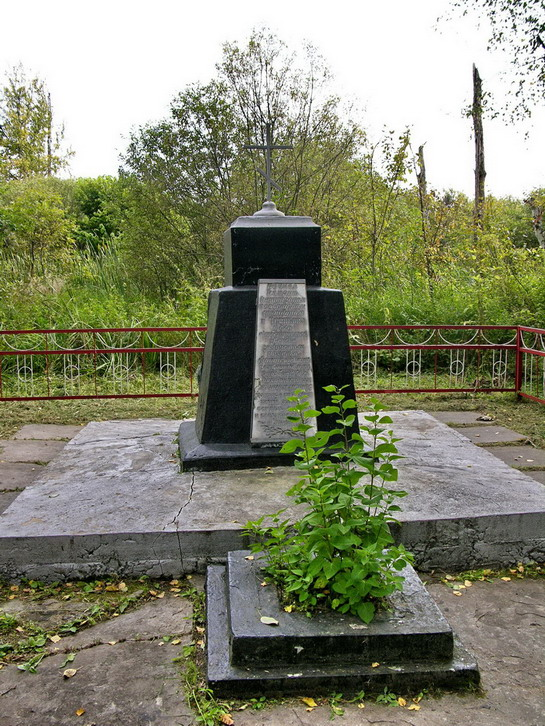
Памятник на месте расстрела евреев Черикова

Чериковский район был полностью оккупирован немецкими войсками в июле 1941 года. Уже летом 1943 года почти весь район контролировался партизанами — за исключением самого Черикова, деревень Веприн, Пильня, Чудяны и станции Веремейки. Полностью немецкая оккупация района закончилась в октябре 1943 года. Нацисты включили Чериковский район в состав территории, административно отнесённой к зоне армейского тыла группы армий «Центр». Комендатуры — полевые (фельдкомендатуры) и местные (ортскомендатуры) — обладали всей полнотой власти в районе.
Для осуществления политики геноцида и проведения карательных операций сразу вслед за войсками в район прибыли карательные подразделения войск СС, айнзатцгруппы, зондеркоманды, тайная полевая полиция (ГФП), полиция безопасности и СД, жандармерия и гестапо.
Во всех крупных деревнях района были созданы районные (волостные) управы и полицейские гарнизоны из коллаборационистов.
Одновременно с оккупацией нацисты и их приспешники начали поголовное уничтожение евреев. «Акции» (таким эвфемизмом гитлеровцы называли организованные ими массовые убийства) повторялись множество раз во многих местах. В тех населенных пунктах, где евреев убили не сразу, их содержали в условиях гетто вплоть до полного уничтожения, используя на тяжелых и грязных принудительных работах, от чего многие узники умерли от непосильных нагрузок в условиях постоянного голода и отсутствия медицинской помощи.
За время оккупации практически все евреи Чериковского района были убиты, а немногие спасшиеся в большинстве воевали впоследствии в партизанских отрядах.

## Гетто
Оккупационные власти под страхом смерти запретили евреям снимать желтые латы или шестиконечные звезды (опознавательные знаки на верхней одежде), выходить из гетто без специального разрешения, менять место проживания и квартиру внутри гетто, ходить по тротуарам, пользоваться общественным транспортом, находиться на территории парков и общественных мест, посещать школы.
Реализуя нацистскую программу уничтожения евреев, немцы создали на территории района одно гетто — в Черикове, в котором к осени 1941 года были замучены и убиты около 500 евреев.

## Память
Опубликованы неполные списки жертв геноцида евреев в Чериковском районе.
Два памятника жертвам геноцида евреев в районе установлены в Черикове — на месте массового убийства осенью 1941 года и на чериковском еврейском кладбище.